# Challenger Banque Nationale de Granby 1997
Il Challenger Banque Nationale de Granby 1997 è stato un torneo di tennis facente parte della categoria ATP Challenger Series nell'ambito dell'ATP Challenger Series 1997. Il torneo si è giocato a Granby in Canada dal 7 al 13 luglio 1997 su campi in cemento.

## Vincitori

### Singolare
Wayne Black ha battuto in finale  Cristiano Caratti con il punteggio di 6–1, 6–2.

### Doppio
Grant Doyle /  Mark Merklein hanno battuto in finale  Eyal Erlich /  Lorenzo Manta con il punteggio di 7–5, 6–3.